# Mistrzostwa Polski w Badmintonie 1974
11. Mistrzostwa Polski w badmintonie odbyły się w dniach 7-8 grudnia 1974 roku w Łodzi.

## Klasyfikacja medalowa
| Konkurencja:            | Złoto:                                                                    | Srebro:                                                                             | Brąz: |
| gra pojedyncza kobiet   | Irena Karolczak (Stal FSO Warszawa)                                       | Helena Radaczyńska (Gwardzista Wrocław)                                             | Bogusława Płonek (Piast Łódź) Maria Domańska (HiL Kraków)                                                                                       |
| gra pojedyncza mężczyzn | Stanisław Rosko (Unia Głubczyce)                                          | Zygmunt Skrzypczyński (Olimpia Wrocław)                                             | Ryszard Borek (Unia Głubczyce) Leszek Nowakowski (Stal FSO Warszawa)                                                                            |
| gra podwójna kobiet     | Irena Karolczak (Stal FSO Warszawa) Hana Snochowska (Stal FSO Warszawa)   | Maria Domańska (HiL Kraków) Maria Muszak (HiL Kraków)                               | Bogusława Płonek (Piast Łódź) Helena Radaczyńska (Gwardzista Wrocław) Ewa Krawczyk (Olimpia Wrocław) Grażyna Trojan (Olimpia Wrocław)           |
| gra podwójna mężczyzn   | Ryszard Borek (Unia Głubczyce) Stanisław Rosko (Unia Głubczyce)           | Krzysztof Englander (Gwardzista Wrocław) Sławomir Włoszczyński (Gwardzista Wrocław) | Zygmunt Skrzypczyński (Olimpia Wrocław) Ryszard Werbliński (Olimpia Wrocław) Karol Hawel (Unia Głubczyce) Adam Jaromin (Unia Bieruń Stary)      |
| gra mieszana            | Leszek Nowakowski (Stal FSO Warszawa) Hana Snochowska (Stal FSO Warszawa) | Lesław Markowicz (Stal FSO Warszawa) Irena Karolczak (Stal FSO Warszawa)            | Sławomir Włoszczyński (Gwardzista Wrocław) Helena Radaczyńska (Gwardzista Wrocław) Stanisław Czyszczoń (HiL Kraków) Maria Domańska (HiL Kraków) |